# شلال إيموزار مرموشة

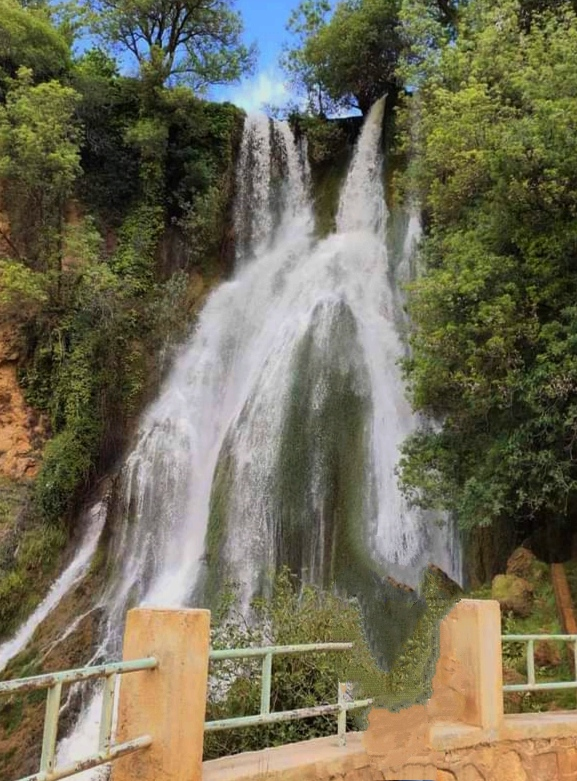
شلال إيموزار مرموشة

شلال إموزار مرموشة، أو شلال الشرشورة يعقع بمدينة إيموزار مرموشة، وقد سميت المدينة على إسمه بالأمازيغية (إيموزار بالأمازيغية هي الشلال). هو واحد من أشهر شلالات المغرب دائمة الجريان، يقع بالأطلس المتوسط الشرقي بإقليم بولمان.، ويعتبر مصدر جذب سياحي بالمنطقة. يقع الشلال على مجرى واد إيموزار مرموشة على إرتفاع أزيد من 1600 متر فوق سط البحر، وينبع من منبع رأس العين.

## معرض الصور

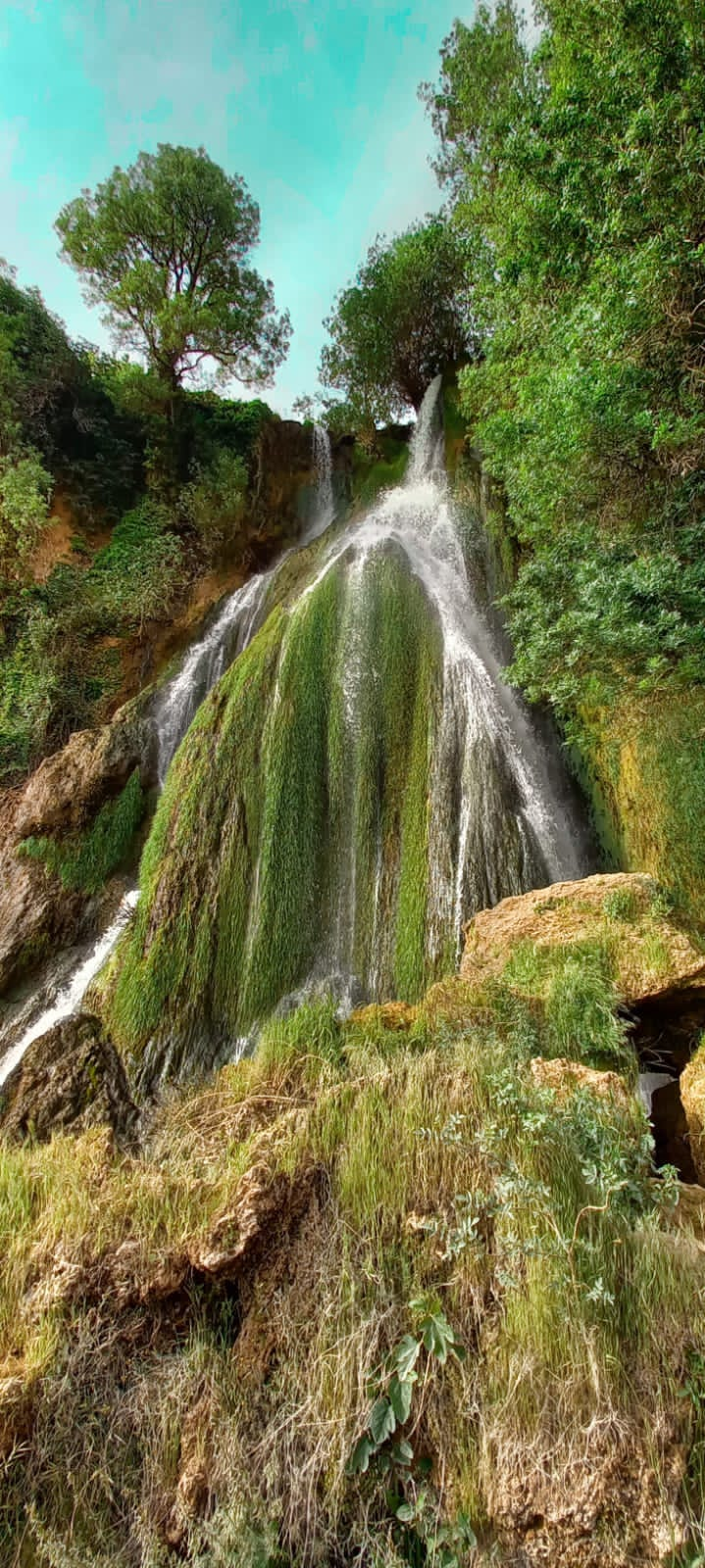
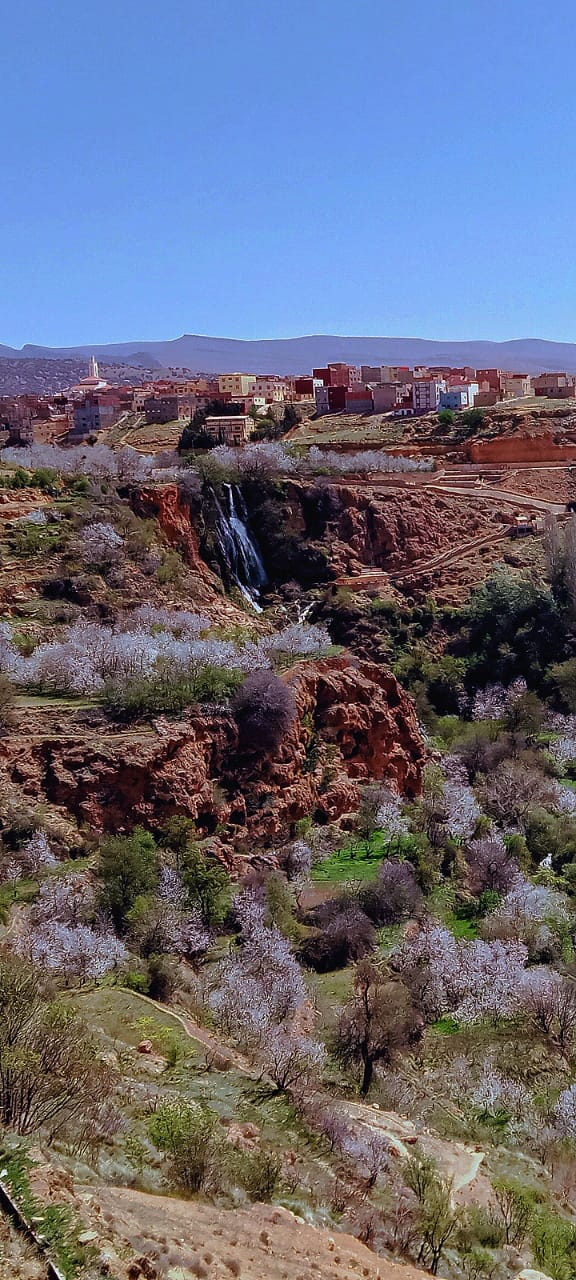